# Oskar Eichler
Oskar Eichler (* 20. August 1898 in Gilgenburg, Ostpreußen; † 1. Januar 1988 in München) war ein deutscher Pharmakologe und Toxikologe.

## Leben
Sein Vater war ein wohlhabender Geschäftsmann. Der Sohn besuchte das humanistische Gymnasium in Osterode, heute Ostróda. Mit 16 Jahren wurde er Soldat im Ersten Weltkrieg und erlebte in Frankreich den Einsatz von Kampfgas. Nach dem Krieg diente Eichler als Freiwilliger beim Grenzschutz Ost und schloss sich zeitweise dem Alldeutschen Verband an. Von 1919 bis 1923 studierte er in Königsberg und München Medizin und zeitweise auch Chemie. 1923 wurde er mit einer bei Hermann Wieland (1885–1929) am Pharmakologischen Institut Königsberg angefertigten Dissertation über die Pharmakologie der Perchlorate zum Dr. med. promoviert. Es folgten Assistentenjahre bei Wieland, bei Ludolf von Krehl an der Medizinischen Klinik der Ruprecht-Karls-Universität Heidelberg und bei Fritz Hildebrandt (1887–1961) an den Pharmakologischen Instituten der Medizinischen Akademie Düsseldorf und der Universität Gießen. In Gießen habilitierte sich Eichler 1930 mit einer Arbeit „Zur Pharmakologie der Hofmeisterschen Reihe“ für Pharmakologie und Toxikologie. Das Thema seines Probevortrags vor der Medizinischen Fakultät lautete „Rauschmittel“.
Eichler hatte schon seit 1931 als förderndes Mitglied der SS den Nationalsozialismus unterstützt. Zum 1. Mai 1933 trat er in die NSDAP ein (Mitgliedsnummer 2.711.650) und wurde reguläres Mitglied der SS, die ihn 1937 zum SS-Untersturmführer ernannte (SS-Nummer 85.786). Als Leiter der Dozentenschaft an der Universität Gießen übernahm Eichler auch hochschulpolitische Führungsaufgaben. 1934 wurde er auf den Lehrstuhl für Pharmakologie an der Schlesischen Friedrich-Wilhelms-Universität Breslau berufen, der durch die Entlassung von Otto Riesser als Nichtarier frei geworden war. Riesser schrieb dazu: „Mit meiner Mitarbeit wurde die Liste meines Nachfolgers aufgestellt, wobei ich allerdings den mir unbekannten O. Eichler nicht genannt habe. Als Dozentenführer in Gießen und SS-Mann wurde er berufen. Ich habe ihn eingeführt, ihn in meinem Hause nebst seiner Frau ... bei einem soliden Abendessen begrüßt und habe dann im dritten Stock des Instituts auf meine Versetzung an eine andere Hochschule wartend, noch ein Jahr gearbeitet.“ Riesser emigrierte in die Schweiz und später die Niederlande. Eichler selbst schrieb über die Ereignisse (aus dem Englischen): „Im Oktober 1934 wurde ich nach Breslau berufen und übernahm das zuvor von Professor Riesser verwaltete Institut. Es gelang mir, ihn für fast zwei Jahre im Institut zu behalten. Ich stellte ihm ein Stockwerk zur Verfügung, bis er eine Forschungsstelle in der Schweiz erhielt.“
Auch an der Universität Breslau blieb Eichler politisch aktiv und stellte sich als Dozentenbundführer in den Dienst des Regimes. Allerdings kühlte seine Begeisterung für den Nationalsozialismus im Laufe der Zeit offensichtlich ab. Im Februar 1945 wurde er wegen "negativer politischer Einstellung" aus der SS ausgeschlossen.
Am Ende des Zweiten Weltkriegs wurde die Schlesische Friedrich-Wilhelms-Universität aufgelöst. Eichler erlebte „Flucht, Teilung meiner Familie auf drei verschiedene Stellen und Verlust unseres gesamten Eigentums einschließlich der Kleidung“. Nach mehreren Monaten in amerikanischer Kriegsgefangenschaft verbrachte er von November 1945 bis Oktober 1947 zwei Jahre in Internierungshaft. 1948 fand er durch die Vermittlung des Chirurgen Karl Heinrich Bauer, der wie er an der Universität Breslau gewirkt hatte, in zwei Räumen der Chirurgischen Universitätsklinik Heidelberg eine neue Arbeitsstätte. In Heidelberg kam er mit seiner Frau und den drei Kindern wieder zusammen. Anscheinend erhielt er 1955 einen Lehrstuhl für Klinische Pharmakologie. 1958 folgte er Fritz Eichholtz auf dem Lehrstuhl für Pharmakologie im Friedrichsbau. 1968 wurde er emeritiert. Sein Nachfolger wurde Franz Gross.

## Werk

### Pharmakologie anorganischer Anionen
Eichlers wissenschaftliches Hauptinteresse galt der Pharmakologie anorganischer Salze, vor allem der Anionen. Bereits seine Dissertation behandelte das Anion Perchlorat. Er verglich es bei Fröschen mit dem Rhodanid und ordnete die beiden Anionen in die sogenannte Hofmeister-Reihe ein, eine nach dem Biochemiker Franz Hofmeister benannte Reihenfolge der Wirksamkeit, mit der Anionen und Kationen physikalisch-chemische Effekte auslösen, zum Beispiel Eiweiße aus ihrer Lösung ausfällen oder Polymere zum Quellen bringen. „Die Perchloratvergiftung am ganzen Frosch und am Froschherzen ist identisch der Rhodanidvergiftung. Beide Stoffe stehen auch in der Hofmeisterschen Reihe nebeneinander, wobei Perchlorat noch etwas stärker quellend wirkt als Rhodanid.“ Es folgte als Habilitationsleistung der Aufsatz „Zur Pharmakologie der Hofmeisterschen Reihe“. 1934 lud ihn der Berliner Pharmakologe Wolfgang Heubner ein, für das Handbuch der experimentellen Pharmakologie einen Band „Die Pharmakologie anorganischer Anionen“ zu verfassen. Eichler arbeitete daran von 1934 bis 1942 und nach dem Krieg, aus dem er das Manuskript gerettet hatte, wieder bis 1949. Mehr als 6500 wissenschaftliche Publikationen werden auf den 1206 Seiten zitiert. Aus Eichlers eigenem Kommentar 1972 spricht eine gewisse Resignation (aus dem Englischen): „Das Buch behandelte die verschiedenen chemischen Eigenschaften der Anionen – die Fällung von Calcium durch Fluorid und Phosphat, die Komplexbilding durch Thiocyanate und Pyrophosphate sowie kolloidchemische Hofmeister-Effekte –, um Einblick zu gewinnen in die Pharmakologie und das unerschöpfliche Thema der Beziehung zwischen chemischer und physikalisch-chemischer Konstitution und pharmakologischer Wirkung. Für Kolloide, Enzyme und unbelebte Membranen lassen sich gewisse Regeln erkennen. Sobald man aber die Wirkung der Ionen auf ganze Zellen untersucht, verschwinden alle Beziehungen, ein Zeichen dafür, wie wenig wir über die Vorgänge innerhalb von Zellen wissen.“
Trotz des „Verschwindens aller Beziehungen“ (zwischen der physikalischen Chemie der Anionen und ihrer Wirkung auf lebende Zellen) dauerte Eichlers Interesse an. Als man 1952 entdeckte, dass Perchlorate die Aufnahme von Iodid-Anionen in die Schilddrüse hemmten und dadurch thyreostatisch wirkten, untersuchte er ihre Pharmakokinetik mit Radionukliden.

### Aminfluoride
Schon in Breslau hatte Eichler in Zusammenarbeit mit Hermann Euler die Toxizität von organischen Fluorverbindungen geprüft. Neben Natriumfluorid verursachten auch organische Fluorverbindungen, wie z. B. das in einer Klinik in Kreuth zur Basedow-Behandlung eingesetzte 3-Fluortyrosin, allgemeine Vergiftungserscheinungen und die vor allem von anorganischen Fluoriden bekannte Zahnfluorose. Diese Arbeiten setzte er in Heidelberg fort. In seinem Handbuchband hatte er die Prophylaxe der Zahnkaries mit Fluoriden diskutiert. Daraus zog er jetzt eine praktische Konsequenz. „Durch die umfangreichen Untersuchungen der letzten Jahrzehnte, besonders in den USA, ist es immer deutlicher geworden, daß der Einbau von Fluor in den Zahnschmelz in der Lage ist, die Entwicklung einer Zahncaries zu hemmen. ... Bei diesen Verhältnissen ist der Versuch sehr naheliegend, Fluor durch die Zahnpasta der Zahnoberfläche mitzuteilen. ... Im ganzen müssen wir einige Postulate aufstellen, die in einer Zahnpasta erfüllt sein sollen, damit sie nicht nur analytisch Fluor enthält sondern auch in wirksamer aber unschädlicher Form und Menge. Außerdem darf der Geschmack nicht unberücksichtigt bleiben.“ Als entscheidend erwies sich der Zusatz von Ethanolamin-Hydrofluorid. „Der Geschmack wird nicht beeinträchtigt und die Schaumkraft der fertigen Zahnpasta wird vermehrt. Das Schäumen ist geeignet, die reagierende Lösung auch in schwer zugängliche Räume des Mundes zu bringen.“ Ethanolamin-Hydrofluorid wurde das erste in der Zahnheilkunde gebrauchte Aminfluorid. Der Einbau von Fluor in Zähne wurde in der Tat verstärkt. Eichler und der Chemiker der Knoll AG in Ludwigshafen Kurt Kraft (1909–1998) erhielten für ihr Rezept ein Patent, dessen Verkauf etwas Geld einbrachte, das Eichler zum Teil für die bessere Ausstattung seines Labors einsetzte. Die Knoll AG vermarktete die Zahnpaste als Biox Fluor®. Die Behauptung, die Aminfluoride seien durch die GABA-Gruppe erfunden worden, ist falsch.

### Kaffee
Ein Bericht, Coffein bewirke bei weiblichen Kaninchen Unfruchtbarkeit und Fehlgeburten, veranlasste Eichler zu einer Nachprüfung an Ratten. Gewicht, Sterblichkeit und Fortpflanzung wurden über vier Generationen beobachtet. „Es zeigte sich im Durchschnitt keine Schädigung trotz der für die Ratten ungünstigen Versuchsbedingungen (abgesehen von einem vorübergehenden Gewichtssturz).“ 1938 hielt Eichler auf dem 14. Kongress der Deutschen Pharmakologischen Gesellschaft ein Referat „Kaffee und Coffein“. Daraus entstand ein Buch gleichen Titels. Auf 142 Texseiten mit etwa 480 Zitaten werden Botanik, Chemie, die Wirkungen auf Organe wie das Zentralnervensystem und den Kreislauf, Toleranzentwicklung und Abhängigkeit behandelt. Im Vorwort kündigt Eichler an: „Die Formulierung ging auf eigenen Wegen, besonders zur Darstellung der psychologischen Wirkungen des Kaffees. Namen wie Kant, Schopenhauer, Hume, Ernst Mach tauchen auf und ich benutze ihre Gedanken, ohne mich auf ihre Systeme festzulegen. Überragend sind sie in der Kraft ihrer Formulierung und ihrer Anschauung. Wer sollte sie hierin übertreffen?“ Im Abschnitt „Verstand“ sieht der „eigene Weg“ so aus: „Der menschliche Verstand enthält in sich die Vernunft. ... Hier ist das Reich der Gedanken und Assoziationen und der Reflexionen. ... Die Sphäre des Handelns, also des Willens, ist der Sphäre der Reflexionen entgegengeschaltet. Wenn Schopenhauer sagt, der Wille ist blind, dann werden wir hinzusetzen: der Wille macht blind durch Ausschaltung der Reflexionen. ... Im Bereich dieser Verhältnisse spielt sich der Widerstreit ab zwischen den Menschen der Vita activa und denen der Vita contemplativa von dem Nietzsche in seiner ‚Morgenröte‘ spricht. Die Grenzen zwischen diesen beiden Sphären sind meistens durch Vererbung bestimmt. ... In diesem Bereich spielt sich die Koffeinwirkung vorerst ab. Durch Erleichterung der Gedanken, durch Vermehrung der Reflexionen kommt es zu einem Überwiegen der Sphäre der Vernunft und deshalb zur Schwächung motorischer Willensimpulse.“
Wie über Anionen forschte Eichler auch über den Kaffee in Heidelberg weiter. 1976 erschien sein Kaffebuch in zweiter Auflage. Es enthielt jetzt auf 460 Textseiten mit ungefähr 2240 Zitaten außer seinen eigenen Beiträgen die Beiträge sieben weiterer Autoren. Er selbst schrieb unter anderem über die „Zentrale Wirkung“. Der Beginn des Abschnitts „Verstand, Anschauung, Urteilskraft“ ist praktisch mit dem aus der 1938er Auflage Zitierten identisch. Sonst aber ist der Unterschied im Gehalt fundamental. Behandelte die erste Auflage die Wirkungen auf Organe, ohne die Frage nach dem molekularen Mechanismus auch nur zu stellen, so durchzieht diese Frage die ganze zweite Auflage: die Rolle des Calciums, die Hemmung von Phosphodiesterasen und der Antagonismus gegen Adenosin. Trotz seiner Aktualität wurde das Buch verhältnismäßig wenig beachtet, zweifellos der deutschen Sprache wegen. In einem Übersichtsartikel des Jahres 1999 wird es spärlich zitiert, in einem Handbuch des Jahres 2004 gar nicht.

### Weiteres
Eichler forschte über die Pharmakologie der Sympathomimetika, der Narkose und des Histamins. sowie über die von Walther Straub entwickelte Potentialgifttheorie, eine heute verlassene allgemeine Theorie der Pharmakawirkungen.
Vom Jahr 1955 (Band 11 des Ergänzungswerks, über Lobelin und andere Alkaloide aus Lobelien) bis zum Jahr 1978 (Band 49, über Alkaloide aus dem Mutterkorn) gehörte er zu den Reihenherausgebern des Handbuchs der experimentellen Pharmakologie, in jüngerer Zeit Handbook of Experimental Pharmacology, das 1923 von dem Berliner Pharmakologen Arthur Heffter begründet worden war.
Seine Vorliebe für die Philosophie im Allgemeinen und Erwin Schrödingers Buch von 1944 „What is Life?“ im Besonderen inspirierten ihn zu einem 1949 erschienenen Buch „Prinzipien des Lebendigen“. Es argumentiert auf einer hohen Ebene der Abstraktion. Die Prinzipien von Harmonie, Regulation und Ökonomie scheinen Eichler wichtig, „um in das unbekannte Gebiet des Lebens einzudringen.“

### Schüler
Bei Eichler habilitierten sich:
- in Breslau 1942 Helmut Hindemith;
- in Heidelberg 1965 Ellen Weber (1929–1992), später Leiterin der Abteilung Klinische Pharmakologie an der Medizinischen Universitätsklinik Heidelberg;[46]
- ebenda 1966 Max Höbel, später Professor am Heidelberger Institut;
- ebenda 1966 Eberhard Hackenthal, später Leiter der Abteilung für Pharmazeutische Pharmakologie an der Heidelberger Fakultät für Pharmazie;[47]
- ebenda 1973 Gabriele Taugner, später Professorin am Max-Planck-Institut für medizinische Forschung in Heidelberg.